# Höhner
Höhner ([ˈhøːnɵ] beluisterenⓘ), oorspronkelijke naam De Höhner (Kölsch: "de kippen") is een rockband uit Keulen die hoofdzakelijk in het lokale dialect, het Kölsch, zingt. De naam van de band hangt samen met het feit dat de leden in het begin tijdens optredens kippenkostuums droegen en veren in het publiek strooiden.
De band is in 1972 opgericht, maar de oorspronkelijke bezetting is inmiddels geheel vervangen.

## Geschiedenis

### Jaren 70/80
Hun eerste grote hit uit 1974 was Scheiß ejal, ob do Hohn bess oder Hahn. In 1978 gingen De Höhner een contract aan met 1. FC Köln. Voor deze club schreven ze het lied Unser Bock es Meister. In datzelfde jaar brachten ze hun eerste album Ich well noh Hus uit, dat enkele bekend geworden carnavalshits bevatte.
In de daaropvolgende jaren kreeg de Höhner verschillende prijzen, waaronder viermaal de Orden für das beste kölsche Lied van de Rote Funken. In 1982 sloot de band een contract met EMI Group. In 1986 werd Peter Horn vervangen door Henning Krautmacher en veranderde de band zijn naam in Höhner. Het eerste album met Krautmacher heette Für Dich. Hierop stond onder andere de carnavalshit Pizza wundaba.

### Jaren 90
Vanaf het begin van de jaren 90 werden Höhner ook steeds actiever buiten de carnavalstijd om. Zo spraken ze zich in hun nieuwe muziek fel uit tegen neonazi's. In 1992 gaven ze een reeks concerten in het Millowitsch-theater. Twee jaar eerder hadden ze ter gelegenheid van de 80e verjaardag van Willy Millowitsch het lied Willy, wat wör Kölle ohne Dich geschreven. Vanaf 1993 gaven ze bijna elk jaar een concertreeks met de naam Höhner Classics, waarbij ze samen met een orkest in de Kölner Philharmonie optraden. Ook speelden ze samen met de Ierse band Galleon het Keuls/Engelse Minsche wie mir (People like us).

### 2000 tot heden

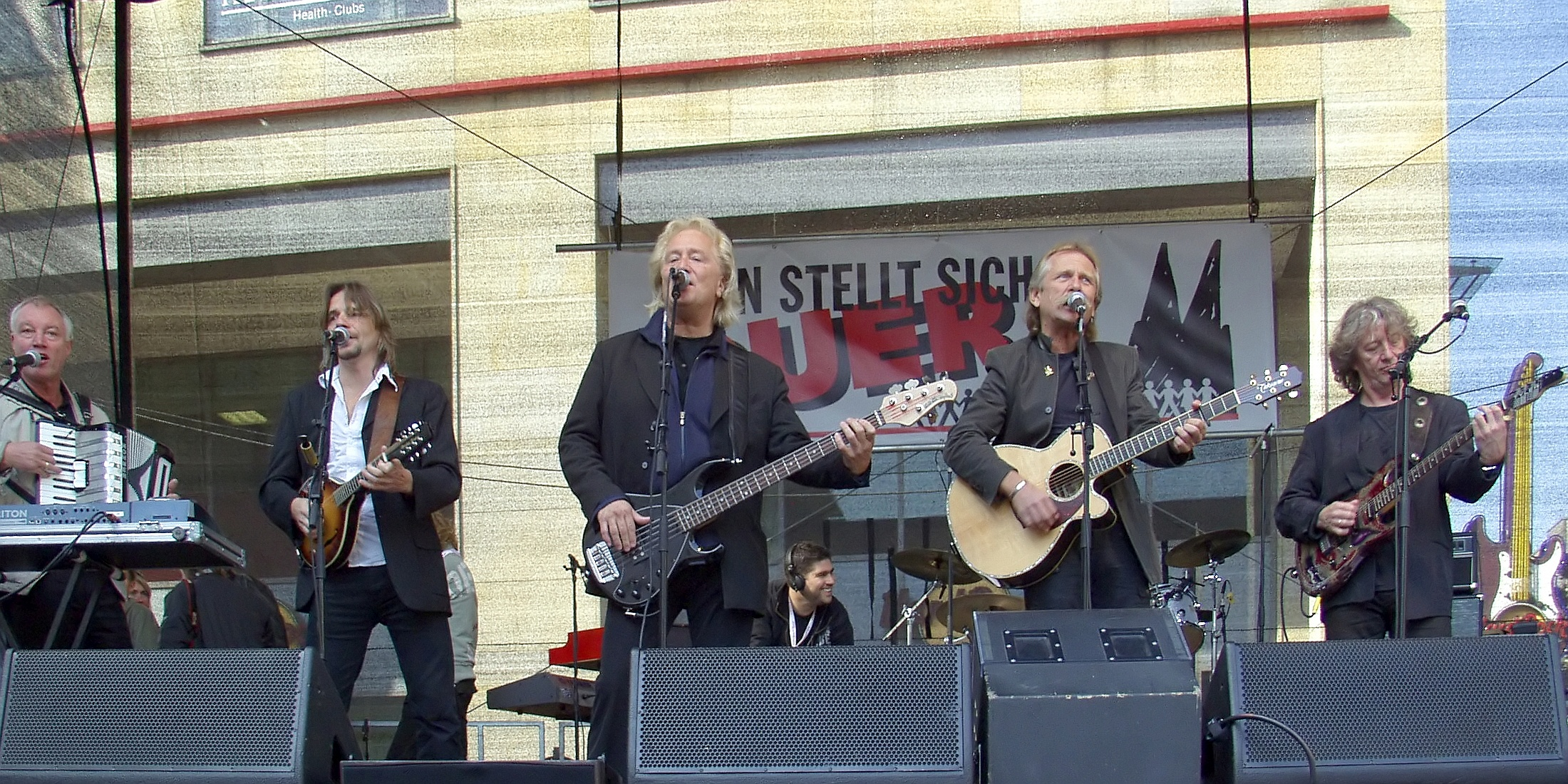
Höhner bij de politieke demonstratie "Köln stellt sich quer" op 20 september 2008

In 2000 kreeg de band de muziekprijs Echo voor hun verzamelalbum Best of - 25 Jahre en tweemaal goud voor de single Die Karawane. Ook begonnen ze samen te werken met het Circus Roncalli waarmee ze tournees door Duitsland maakten. In 2003 scoorden ze hun eerste echte megahit met Viva Colonia, dat in heel Duitsland en bij het Oktoberfest van 2004 en 2005 zeer populair werd. In 2005 en 2007 kreeg Höhner de Goldene Stimmgabel.
In juni 2003 verliet Pete Bauchwitz de band. Hij werd vervangen door Jens Streifling, een voormalig lid van BAP. In 2007 verliet gitarist Rudnik de band. In maart 2015 hebben ook Fröhlich en Werner, de laatste twee overgebleven oorspronkelijke leden, een punt achter hun carrière bij de band gezet.
In 2018 kwam de Nederlandse gitarist Joost Vergoossen als nieuw lid bij de Höhner. In april 2021 werd Vergoossen door de band ontslagen, vanwege meningsverschillen over onder andere de coronapandemie.

## 1978-1979
- Ich well noh hus (1978)
- Verzäll doch noch ens (1979)
- Lang usjebröt (dubbel-lp, 1979)
- Die größten Erfolge (1979)

## 1980-1989
- Clown (1980)
- Näl met Köpp (1981)
- Ich ben ne Räuber (lp, 1982)
- Schlawiner (1983)
- Op Jöck (1984)
- Echte kölsche Ton (19??)
- Die Größten Erfolge (1986)
- Für dich (1987)
- Guck mal (1988)
- Wenn's dir gut geht (1989)

## 1990-1999
- Leider gut (1990)
- 10 Johr Stimmung (1990)
- Kumm loss mer fierre – Live (1991)
- Höhner Aktuell (1992)
- Dat es ne jode Lade (1993)
- Dat fings do nor he … Höhner Classic (1993)
- Wartesaal der Träume (1994)
- Höhner Classic (1994)
- Ich ben ne Räuber (cd, 1995)
- Made in Kölle (1996)
- Weihnacht' doheim un' üvverall (1996)
- Fünfundzwanzig Jahre … Kult (dubbel-cd, 1997)
- Best Of (25 Jahre) (1998)
- Die Karawane zieht weiter (1998)
- Classic Gold (1999)

## 2000-2009
- 2, 3, 4, (2001)
- Höhner Rockin' Roncalli Show Rheinland des Lächelns (cd/dvd, 2001)
- Die ersten 30 Jahre (2002)
- Classic Andante (2003)
- Viva Colonia (2004)
- Fröher Vol. 1 1983–1984 Schlawiner/Op Jöck (dubbel-cd, 2005)
- Fröher Vol. 2 1987–1988 Für dich/Guck mal (dubbel-cd, 2005)
- Fröher Vol. 3 1989–1990 Wenn's dir gut geht/Leider gut (dubbel-cd, 2005)
- Da simmer dabei! Die größten Partyhits (2005)
- 6:0 (2005)
- Here we go (2006)
- Höhner Live on Tour (2007)
- Da simmer dabei! Die größten Partyhits (Gold Edition) (2007)
- Wenn nicht jetzt, wann dann? (dubbel-cd, 2007)
- Jetzt und Hier (2007)
- Jetzt und Hier! (speciale editie incl. dvd, 2008)
- Nase Vorn (2008)
- 360 ° live @ Lanxessarena (2009)
- Himmel Hoch High (2009)
- Himmelhoch High (Basisversion) (2009)

## 2010-2019
- Wenn Nicht Jetzt, Wann Dann-Die Größten Hits (2010)
- Weihnacht' Die Zweite (2010)
- Höhner 4.0 (2012)
- Mach laut (2014)
- Alles op anfang (2016)
- Janz höösch (live & akustisch) (2017)
- Wir sind für die Liebe gemacht (2018)
- Ich find Schlager toll - Das Beste (2018)
- Weihnacht III (2018)

### Singles
- Jrillparty / Et jeiht nix üvver Ostermann (1972)
- Höhnerhoff Rock / Ich liebe Dich wie Apfelmus (1976)
- Ich Liebe Dich Wie Apfelmus / Höhnerhoff-Rock (1977)
- Unsre Bock es Meister / Kater Blues (1978)
- Kumm, Loß Dr Mot Nit Sinke / Blotwoosch, Kölsch Un E Lecker Mädche (1978)
- Ich Ben Ne Räuber / Spetzialitäte (1979)
- Minge Dom, ich ben stolz op dich (1980)
- Kamellebud (1980)
- Äff-Ka-Kaa (1981)
- Winke, Winke / Mer Zwei Blieve Hück Ens Em Bett (1981)
- Dat Hätz vun dr Welt (1982)
- Die Voll Woch / Schlawiner (1983)
- En Villa an dr Ville (1984)
- Ich han Trone in de Auge (1985)
- Kölsche Klüngel (1986)
- Pizza wundaba (1987)
- Kein Meer mehr da (1988)
- Das Schönste Mädchen Vom Westerwald (1989)
- Wenn's Dir Gut Geht... (1989)
- Festa Italiana (Fußball Wundaba) (1990)
- Küsschen (1990)
- Wartesaal der Träume (1994)
- Met Breef un Siejel (1996)
- Die Karawane zieht weiter (1998)
- Jetzt gehts los (1998)
- Mer ston zo dir FC Kölle (1998)
- Lenya (1999)
- Die längste Karnevalssingle der Welt (1999)
- Immer freundlich lächeln (2000)
- Dicke Mädchen haben schöne Namen (2001)
- Liebchen (2001)
- Sansibar (2001)
- Viva Colonia (2003)
- Viva Colonia (2003) (1. FC Köln-editie)
- Viva Colonia (2003) (remix)
- Alles was ich will (2004)
- Länger (2004)
- Ohne Dich geht es nicht (2005)
- Here We Go! (2006)
- Dä kölsche Pass (2007)
- Wenn nicht jetzt, wann dann? (2007) - gebruikt bij het wereldkampioenschap handbal mannen 2007
- Mir kumme mit Allemann vorbei (2008)
- Viva Colonia (5-Jahre-Edition) (2008)
- Wenn Nicht Jetzt Wann Dann? (2008) - voetbalversie
- Najuco Colonia (2009)
- Wenn nicht jetzt wann dann? (2009) - titelverdedigingsversie
- Schenk mir dein Herz (2009)
- Ab in den Aurlaub (2010)
- Carneval (2011)
- 6 bis 8 stunden schlaf (2011)
- Ävver et Hätz bliev he in Kölle (2012), met Stefan Raab
- Das geht nie vorbei (2013)
- Steh auf, mach laut! (2014)
- Kumm los mer danze (2015)
- Sing mit mir (2016)
- Alles op Anfang (2016)
- Wenn et hätz dich röf (2016)
- Wir sind für die Liebe gemacht (2017)
- Wir halten die Welt an (2018)
- Anna Havanna (2019)
- So jung (2021)
- Irjendwann sin mer uns widder (2021)

### Dvd's
- Höhner Rockin’ Roncalli Show Rheinland des Lächelns (cd/dvd, 2001)
- Höhner Rockin’ Roncalli Show Minsche Fiere Emotionen (2003)
- Höhner Rockin’ Roncalli Show SingSalaBim (2006)
- Höhner Jetzt und Hier! Ein Zeitdokument (2008)